# Erreur HMS Glasgow (timbre)
L'erreur du HMS Glasgow est un timbre-poste de 6 pence produit par erreur en 1964 par le gouvernement des Îles Falklands. La série officielle contient 4 timbres et commémore le 50e anniversaire de la bataille des Falklands.
Le timbre (n°151a chez Scott) est erroné car c'est le croiseur léger Glasgow qui illustre ce timbre alors qu'il aurait dû s'agir du croiseur Kent. Apparemment, une feuille complète aurait été envoyée à un marchand aux États-Unis qui n'aurait pas remarqué l'erreur. Il est estimé qu'une seule feuille de 60 timbres a été imprimée et que seulement 17 timbres ont été enregistrés.
Un exemplaire appartenant à l'industriel Gawaine Baillie fut vendu en 2004 pour 24 000£, et un autre exemplaire a été vendu en mai 2005 pour 29 000CHF. Plus récemment, un timbre de bord feuille a été vendu pour 30 555£.